# العلاقات اليونانية الميكرونيسية
العلاقات اليونانية الميكرونيسية هي العلاقات الثنائية التي تجمع بين اليونان وولايات ميكرونيسيا المتحدة.

## مقارنة بين البلدين
هذه مقارنة عامة ومرجعية للدولتين:
| وجه المقارنة                                              | اليونان                                                                             | ولايات ميكرونيسيا المتحدة |
| --------------------------------------------------------- | ----------------------------------------------------------------------------------- | ------------------------- |
| المساحة (كم2)                                             | 131.96 ألف                                                                          | 702                       |
| عدد السكان (نسمة)                                         | 10.76 مليون                                                                         | 105.54 ألف                |
| الكثافة السكانية (ن./كم²)                                 | 81.54                                                                               | 15.03 ألف                 |
| العاصمة                                                   | أثينا، نافبليو                                                                      | باليكير                   |
| اللغة الرسمية                                             | لغة يونانية، اليونانية الديموطيقية ‏                                                 | لغة إنجليزية              |
| العملة                                                    | يورو، دراخما، فينيكس يوناني ‏                                                        | دولار أمريكي              |
| الناتج المحلي الإجمالي (بليون دولار)                      | 200.29 مليار                                                                        | 336.43 مليون              |
| الناتج المحلي الإجمالي (تعادل القوة الشرائية) بليون دولار | 285.45 مليار                                                                        | 365.27 مليون              |
| الناتج المحلي الإجمالي الاسمي للفرد دولار أمريكي          | 18.00 ألف                                                                           | 3.02 ألف                  |
| الناتج المحلي الإجمالي للفرد دولار أمريكي                 | 26.85 ألف                                                                           |                           |
| مؤشر التنمية البشرية                                      | 0.865                                                                               | 0.640                     |
| رمز المكالمات الدولي                                      | +30                                                                                 | +691                      |
| رمز الإنترنت                                              | .gr                                                                                 | .fm                       |
| المنطقة الزمنية                                           | توقيت شرق أوروبا، ت ع م+02:00، ت ع م+03:00، توقيت شرق أوروبا الصيفي ‏، أوروبا/أثينا ‏ |                           |

## منظمات دولية مشتركة
يشترك البلدان في عضوية مجموعة من المنظمات الدولية، منها:
| علم المنظمة | اسم المنظمة                               | تاريخ انضمام اليونان | تاريخ انضمام ولايات ميكرونيسيا المتحدة |
| ----------- | ----------------------------------------- | -------------------- | -------------------------------------- |
|             | مؤسسة التنمية الدولية                     | 9 يناير 1962         | 24 يونيو 1993                          |
|             | يونسكو                                    | 4 نوفمبر 1946        | 19 أكتوبر 1999                         |
|             | وكالة ضمان الاستثمار متعدد الأطراف        | 30 أغسطس 1993        | 11 أغسطس 1993                          |
|             | الأمم المتحدة                             | 25 أكتوبر 1945       | 17 سبتمبر 1991                         |
|             | البنك الدولي للإنشاء والتعمير             | 27 ديسمبر 1945       | 24 يونيو 1993                          |
|             | الاتحاد الدولي للاتصالات                  | 1866                 | 18 مارس 1993                           |
|             | منظمة حظر الأسلحة الكيميائية              | ?                    | ?                                      |
|             | مؤسسة التمويل الدولية                     | 26 سبتمبر 1957       | 24 يونيو 1993                          |
|             | المركز الدولي لتسوية المنازعات الاستشارية | 21 مايو 1969         | 24 يوليو 1993                          |

## وصلات خارجية
- موقع وزارة الخارجية اليونانية